# 恵比須清司
恵比須 清司（えびす せいじ）は、日本のライトノベル作家。

## 来歴
2014年に『女の子に夢を見てはいけません!』で第26回冬期ファンタジア大賞金賞を受賞してデビューした。『俺が好きなのは妹だけど妹じゃない』は台湾でも出版され、2018年10月から12月までテレビアニメが放送された。

## 作品リスト

### ライトノベル
- 『女の子に夢を見てはいけません!』シリーズ（富士見ファンタジア文庫） - 第26回冬期ファンタジア大賞金賞
  1. 『女の子に夢を見てはいけません!』 2014年7月19日発売、ISBN 978-4-04-070283-4
  2. 『女の子に夢を見てはいけません!2』 2014年12月20日発売、ISBN 978-4-04-070284-1

- 『俺が好きなのは妹だけど妹じゃない』シリーズ（富士見ファンタジア文庫）

- 『両手に妹。どっちを選んでくれますか?』シリーズ（富士見ファンタジア文庫）
  - 『両手に妹。どっちを選んでくれますか?』2020年3月19日発売 ISBN 978-4-04-073582-5
  - 『両手に妹。どっちを選んでくれますか?2』2020年7月17日発売 ISBN 978-4-04-073585-6

- 『演距離カノジョの比奈森さん クラスメイトの彼氏役はじめました』（富士見ファンタジア文庫）、2021年6月18日発売 ISBN 978-4-04-073962-5

- 『一日百回（くらい）目が合う後輩女子マネージャーが想っていること』（富士見ファンタジア文庫）、2022年6月17日発売 ISBN 978-4-04-074578-7

- 『あなたの事が好きなわたしを推してくれますか？』シリーズ（富士見ファンタジア文庫）
  - 『あなたの事が好きなわたしを推してくれますか？』2023年6月20日発売 ISBN 978-4-04-075014-9
  - 『あなたの事が好きなわたしを推してくれますか？2』2023年11月17日発売 ISBN 978-4-04-075266-2

- 『美少女しかいない生徒会の議題がいつも俺な件』（富士見ファンタジア文庫）、2025年4月18日発売 ISBN 978-4-04-075885-5

### 漫画原作
- 『俺が好きなのは妹だけど妹じゃない』シリーズ 成田コウ（作画）・ぎん太郎（キャラクター原案） KADOKAWA〈ドラゴンコミックスエイジ〉、全4巻